# Ernst Niekisch
Ernst Niekisch (Trzebnica, 1889. május 23. – Nyugat-Berlin, 1967. május 23.) német politikus, író, újságíró, forradalmár és egyetemi tanár. Kezdetben a főbb baloldali politikai erők képviselője volt, de később a nemzeti bolsevizmus egyik vezető alakja lett.
A sziléziai német Niekisch volt az NDK parlamentjének, a Volkskammernek a tagja is.

## Művei
- Der Weg der deutschen Arbeiterschaft zum Staat. Verlag der Neuen Gesellschaft, Berlin 1925.
- Grundfragen deutscher Außenpolitik. Verlag der Neuen Gesellschaft, Berlin 1925.
- Gedanken über deutsche Politik. Widerstands-Verlag, Dresden 1929.
- Politik und Idee. [Erweiterung eines Vortrags]. Widerstands-Verlag Anna Niekisch, Dresden 1929 (Schriften des „Widerstand“, Band 2).
- Entscheidung. Widerstands-Verlag, Berlin 1930.
- Der politische Raum deutschen Widerstandes. Widerstands-Verlag, Berlin 1931.
- Hitler - ein deutsches Verhängnis. Zeichnungen von A. Paul Weber. Widerstands-Verlag, Berlin 1932.
- Im Dickicht der Pakte. Widerstands-Verlag, Berlin 1935.
- Die dritte imperiale Figur. Widerstands-Verlag 1935.
- Deutsche Daseinsverfehlung. Aufbau-Verlag Berlin  1946, 3. Auflage Fölbach Verlag, Koblenz 1990, ISBN 3-923532-05-9.
- Europäische Bilanz. Rütten & Loening, Potsdam 1951.
- Das Reich der niederen Dämonen. [Eine Analyse des Nationalsozialismus]. Rowohlt, Hamburg 1953.
- Gewagtes Leben. Begegnungen und Begebnisse. Kiepenheuer & Witsch, Köln und Berlin 1958 (Erste Ausgabe der Autobiographie des „Nationalbolschewisten“ Ernst Niekisch).
- Die Freunde und der Freund. Joseph E. Drexel zum 70. Geburtstag, 6. Juni 1966. [Von Ernst Niekisch u.a.]. Verlag Nürnberger Presse, Nürnberg 1966.
- Erinnerungen eines deutschen Revolutionärs. Verlag Wissenschaft und Politik, Köln.
  - Band 1: Gewagtes Leben 1889–1945. 1974, ISBN 3-8046-8485-8 (zuerst 1958 bei Kiepenheuer&Witsch erschienen).
  - Band 2: Gegen den Strom 1945–1967. 1974, ISBN 3-8046-8486-6.
- Widerstand. Ausgewählte Aufsätze aus den „Blättern für sozialistische und nationalrevolutionäre Politik“. Hg. Uwe Sauermann, Sinus-Verlag, Krefeld 1982, Neuauflage: Verlag der Deutschen Stimme, Riesa ca. 2002.